# Klaus Lewejohann
Klaus Lewejohann (1937) es un botánico alemán.

## Biografía
Estudió química y biología en la Universidad de Gotinga. Desde 1969 es curador de herbario, en el Instituto de sistemática y geobotánica en la Universidad de Gotinga. Ha expedicionado a islas del África Occidental (islas Canarias, Cabo Verde) Europa (Alemania).

## Algunas publicaciones
- karl Kiffe, klaus Lewejohann. 1998. Ein Neufund von Carex oedipostyla Duval-Jouve (Cyperaceae) auf Teneriffa, Kanarische Inseln. Willdenowia 28 (1/2): 117-121

- wolfram Lobin, teresa Leyens, norbert Kilian, matthias Erben, klaus Lewejohann. 1994. The genus Limonium (Plumbaginaceae) on the Cape Verde Islands, W-Africa. Willdenowia 25: 197-214

### Libros
- TÄUBER T., BECKER C., MAST R., DIERSCHKE H., LEWEJOHANN K., SCHMIDT M. 1995. Nordspanien-Exkursion des Systematisch-Geobotanischen. Institutes der Universität Göttingen: 111 pp.

- helmut Freitag, hartmut Dierschke, klaus Lewejohann. 1973. Bericht über die Südfrankreich-Exkursion des Systematisch-Geobotanischen. Instituts der Universität Göttingen 14. 52 pp.
- La abreviatura «Lewej.» se emplea para indicar a Klaus Lewejohann como autoridad en la descripción y clasificación científica de los vegetales.[5]